# Roeselia albula
Roeselia albula is een vlinder uit de familie van de visstaartjes (Nolidae). De wetenschappelijke naam van de soort is voor het eerst geldig gepubliceerd in 1776 door Denis & Schiffermüller.